# Piz Segnas
Le Piz Segnas est un sommet qui s'élève à 3 099 m d'altitude dans les Alpes glaronaises, en Suisse orientale.
Le 4 août 2018, un avion Junkers Ju 52 de 1939, appartenant à l'association Ju-Air (de) rattachée au Flieger Flab Museum, s'est écrasé sur le flanc ouest de la montagne, à 2 540 mètres d'altitude, ne laissant aucun survivant, et causant la mort de 20 personnes.